# Isabel May
Isabel May (Santa Monica, 21 november 2000) is een Amerikaans actrice. Ze speelde Katie Cooper in de Netflix televisieserie Alexa & Katie en Elsa Dutton in de Paramount+ televisieseries 1883, 1923 en Yellowstone.

## Biografie
May deed drie jaar lang audities zonder een rol te krijgen alvorens ze met haar ouders besloot online onderwijs te gaan volgen om zich volledig op acteren te kunnen richten. Zes maanden later speelde ze zonder acteerervaring de rol van Katie in de televisieserie Alexa & Katie. Ook voegde ze zich bij de cast van Young Sheldon, waarin ze de rol van de crush van Sheldons broer Georgie speelde. Ze speelde de rol van een gastheer van een feest in de film Let's Scare Julie, een 90 minuten duren one-shot film geproduceerd over een teruggetrokken buurmeisje tijdens een Halloween party. In 2020 verscheen May in de hoofdrol in de actiethriller Run Hide Fight. Deze film ging over een schietpartij in een Amerikaanse highschool en ging in première tijdens het Filmfestival van Venetië op 10 september 2020.
May verscheen in 2021 als Elsa Dutton, de hoofdpersoon en narrator, in de Paramount+ western televisieserie 1883, een prequel van Yellowstone. Voor deze rol ontving ze positieve kritieken en werd ze genoemd als een van de meest veelbelovende jonge actrices in Hollywood door The Hollywood Reporter. De rol van narrator nam May ook voor haar rekening in de televisieserie 1923. Voor deze rol won ze de prijs voor uitmuntende actrice in een televisiefilm/serie tijdens de 24ste Women's Image Network Awards. Ook verscheen ze in 2022 in de romantische komediefilm I Want You Back. May werd ook naast KJ APA gecast in de hoofdrol van de DC Extended Universe televisieserie Wonder Twins, Door bezuinigingen binnen Warner Bros. Discovery werd de serie echter gecanceld. May's volgende rol was als hoofdrolspeelster naast Casey Affleck in de thrillerfilm The Smack. In 2023 werd May naast Jurnee Smollett gecast in de thrillerfilm Sunflower van Lionsgate.
In november 2024 werd May gecast als de dochter van Sidney Prescott in Scream 7.

## Filmografie

### Films
| Jaar | Titel             | Rol                 | Opmerkingen |
| ---- | ----------------- | ------------------- | ----------- |
| 2018 | Age of Summer     | Missing Poster Girl |             |
| 2019 | Let's Scare Julie | Taylor              |             |
| 2020 | Run Hide Fight    | Zoe Hull            |             |
| 2022 | I Want You Back   | Leighton            |             |
| 2022 | The Moon & Back   | Lydia Gilbert       | [ 16 ]      |

### Televisieserie
| Jaar      | Titel              | Rol                      | Extra                          |
| --------- | ------------------ | ------------------------ | ------------------------------ |
| 2018–2020 | Alexa & Katie      | Katie Cooper             | Hoofdrol; 39 afl.              |
| 2018–2020 | Young Sheldon      | Veronica Duncan          | Terugkerende rol (seizoen 2–3) |
| 2021–2022 | 1883               | Elsa Dutton              | Hoofdrol; 10 afl.              |
| 2022–2024 | 1923               | Elsa Dutton              | Hoofdrol; 9 afl.               |
| 2024      | Yellowstone        | Elsa Dutton              | Ongeciteerde stemrol; 1 afl.   |
| 2024      | American Masters   | Alta Hilsdale (stem)     | 1 afl.                         |
| 2024      | Masters of the Air | Marjorie "Marge" Spencer | 1 afl.                         |